# Васиљевци
Васиљевци су насељено мјесто у граду Лукавац, у Федерацији Босне и Херцеговине, у Босни и Херцеговини.
Према попису становништва из 2013. у насељу је живјело 100 становника.

## Географија
Налазе се на Озрену.

## Становништво
| Националност       | 2013. | 1991. | 1981. | 1971. |
| Срби               | 98    | 687   | 745   | 746   |
| Муслимани          | 2     | 2     | 1     | 2     |
| Југословени        |       | 1     | 7     | 1     |
| Хрвати             |       | 1     |       |       |
| остали и непознато |       |       |       | 2     |
| Укупно             | 100   | 691   | 753   | 751   |